# Colúmbids
Els colúmbids (Columbidae) són una família d'ocells de l'ordre dels columbiformes, a la qual pertanyen els coloms i les tórtores. La família inclou unes 300 espècies d'ocells quasi-passerins. Aquesta família s'estén arreu del món, però la diversitat més gran d'espècies es dona a les ecozones indomalaia i australasiàtica.
Els colúmbids són aus de cos robust amb coll curt, i tenen el bec curt i prim. L'espècie habitualment coneguda com a "colom" és el colom roquer, que és comú a moltes ciutats a tot el món.
Els colúmbids construeixen nius relativament febles, de pals i altres deixalles, que poden ser col·locats en els arbres, a les vores o a terra, depenent de l'espècie. Ponen un o dos ous i ambdós pares en tenen cura en un període de 7 a 28 dies, després del qual els fills abandonen el niu. Els colúmbids s'alimenten de llavors, fruites i plantes. A diferència de la majoria de les aus (excepte el flamenc), els coloms produeixen una secreció similar a la llet, que desprenen per regurgitació. Ambdós sexes produeixen aquesta substància molt nutritiva per alimentar els joves.

## Morfologia
Els colúmbids tenen un cos i coll robust i el bec prim i curt amb ceres carnoses.
- Cos arrodonit i robust.
- Cap petit.
- Coll curt
- Bec curt
- Potes curtes
- Plomatge llis, lluent i de colors vius o apagats.

Els coloms presenten variacions considerables en la mida. Les espècies més grosses són els Goura o coloms coronats de Nova Guinea, que són gairebé la mida d'un gall dindi, amb un pes de 2,4 quilograms. Els més petits són els del gènere Columbina, que són els mateixa mida d'un pardal comú i pesen només 22 grams. Amb una longitud total de més de 50 centímetres i pes de gairebé un quilo, l'espècie arbòria més gran és el colom comú de les Marqueses mentre que el colom nan de la fruita, que pot mesurar tan sols 13 centímetres, té una longitud total lleugerament més petita que qualsevol altra espècie d'aquesta família.
En general, el colúmbids tendeixen a tenir el bec i les cames curtes i el cap petit sobre un gran cos compacte. Les ales són grans i tenen càrregues d'ala baixa, els coloms tenen músculs forts (els músculs de les ales constitueixen un 31-44% del seu pes corporal) i es troben entre els més forts volants de totes les aus. També tenen una gran maniobrabilitat a l'hora de volar.
El plomatge de la família és variable. Les espècies granívores tendeixen a tenir un plomatge opac, amb poques excepcions, mentre que les espècies frugívores tenen un plomatge de colors brillants. Els coloms Ptilinopus són algunes de les espècies de coloms de colors brillants, així com les tres espècies endèmiques de Fiji i Alectroenas, de l'oceà Índic. Els coloms poden ser sexualment monocromàtics o dicromatics. A més dels coloms de colors brillants, també poden tenir crestes o altres ornamentacions.
Com alguns altres ocells, els colúmbids manquen de vesícula biliar. Alguns naturalistes medievals en van concloure que també manquen de bilis, cosa que segons la teoria medieval dels quatre humors explicaria el presumpte comportament dolç dels coloms. Tanmateix (i com ja sabia Aristòtil), sí que tenen bilis, que és secretada directament a l'intestí.

## Alimentació
Mengen llavors, fruita i insectes. Alimenten als seus colomins amb una secreció anomenada llet del pap que se secreta per cèl·lules especials. Ambdós sexes produeixen aquesta substància molt nutritiva per alimentar al jove.

## Ecologia
Segons les espècies, viuen a les roques, als penya-segats, als arbres o a terra. Els nius, normalment febles, estan elaborats amb branquetes, i els ous, normalment dos, són incubats per ambdós sexes.

Els colúmbids són cosmopolites, es distribueixen a tot arreu a la Terra, a excepció de les regions més àrides del desert del Sàhara, l'Antàrtida i les seves illes circumdants i l'alta Àrtida. Han colonitzat la majoria de les illes oceàniques del món, arribant a la Polinèsia oriental i les Illes Chatham, al Pacífic, a Maurici, les Seychelles i Reunió, a l'oceà Índic, i de les Açores a l'oceà Atlàntic.
La família s'ha adaptat a la majoria dels hàbitats disponibles al planeta. El major nombre d'espècies es troben en els boscos tropicals, on poden ser arborícoles, terrestres o semi-terrestres. Diverses espècies també habiten a les sabanes, prats, deserts, boscos temperats i selves, boscos de manglars, i fins i tot a les sorres àrides i les graves dels atols.

A part de tenir un gran sentit de l'orientació, el colom és una de les aus que més ràpid vola, assolint els 56 km/h.

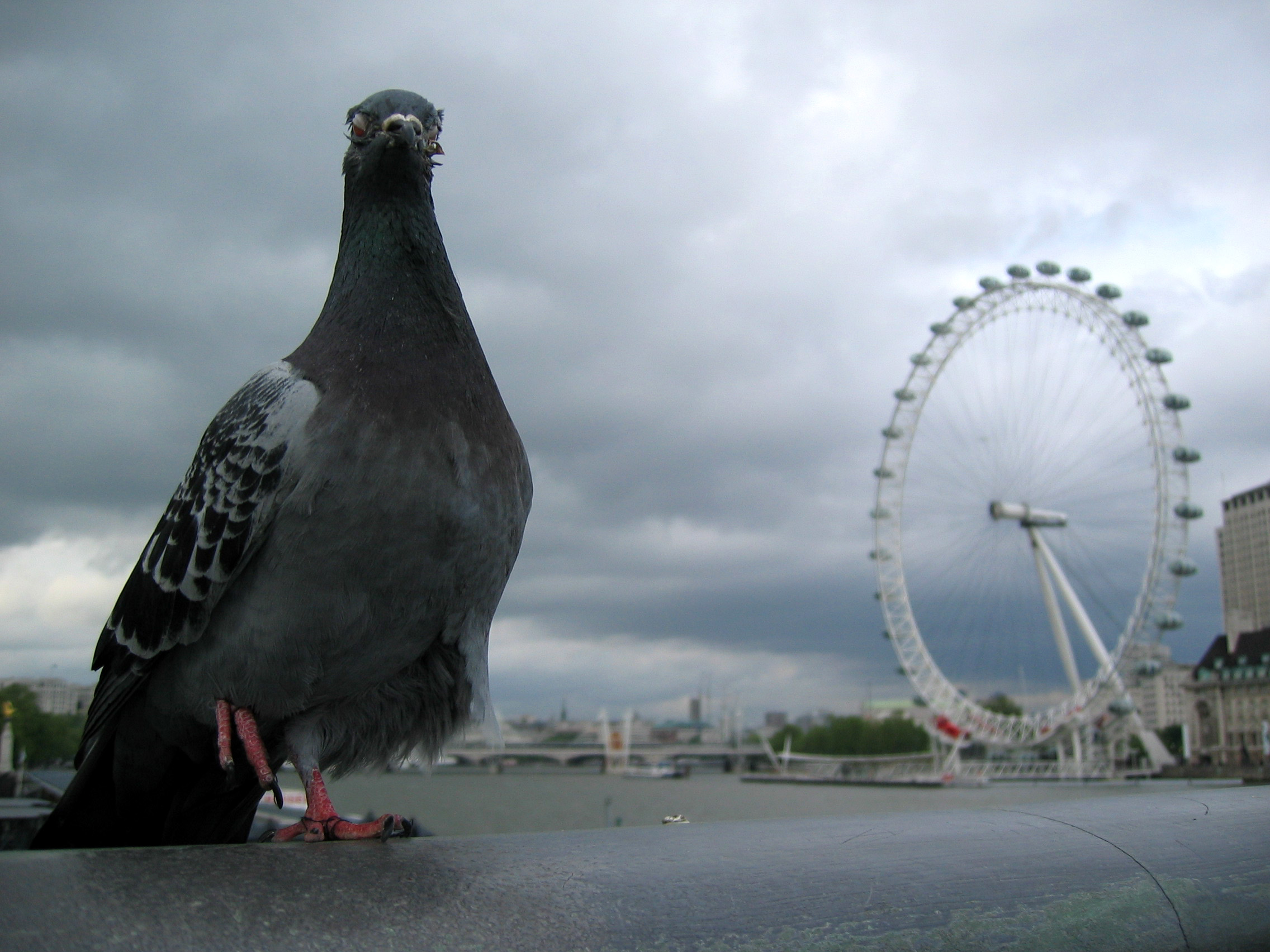
El colom és probablement l'espècie d'ocell que millor s'ha adaptat a la vida en medis urbans (aquí, un colom a Londres).

Encara que moltes espècies de coloms s'han beneficiat de les activitats humanes i han augmentat la seva distribució geogràfica, moltes altres espècies han disminuït en nombre i algunes s'han vist amenaçades o fins i tot s'han extingit. Entre les 10 espècies que s'han extingit des de 1600 (la data tradicional per a l'estimació de les extincions modernes) són dues de les espècies extintes més famós, el dodo i el colom passatger. L'extinció del colom passatger va ser excepcional per a una sèrie de raons, a més de ser l'única espècie de colom no illenca extinta en temps moderns, hi va haver una època en què era una vegada que les espècies més nombroses d'aus a la Terra. Els seus nombres antics són difícils d'estimar però un ornitòleg, Alexander Wilson, estimà que un sol estol, podia contenir més de dos mil milions d'aus. El declivi de l'espècie va ser abrupta, aproximadament entre el 1871 i el 1914. Encara que la pèrdua d'hàbitat fou un factor decisiu, es creu que l'especie va ser massivament caçada i s'utilitzà com a aliment per als esclaus i, més tard, als pobres en els Estats Units durant el segle xix.
L'extinció del dodo fou més típica. Igual que moltes espècies que colonitzen illes remotes amb pocs depredadors van perdre gran part del seu comportament en contra de depredadors, juntament amb la seva capacitat de volar. L'arribada de les persones, juntament amb un conjunt d'altres espècies introduïdes, com rates, porcs i gats, ràpidament va posar fi a aquesta espècie.
Al voltant de 59 espècies de colom es troben en perill d'extinció avui en dia, això és del 19% de totes les espècies. La majoria d'aquests són tropicals i viuen a les illes. Totes les espècies amenaçades avui en dia es veuen amenaçades pels depredadors introduïts, la pèrdua d'hàbitat i la caça, o una combinació d'aquests factors. En alguns casos, pot ser extingit en la naturalesa, com és el Colom Socorro de l'Illa Socorro, a Mèxic, que va ser conduït a l'extinció per la pèrdua d'hàbitat i la introducció del gat salvatge. En algunes zones la manca de coneixement significa que la veritable situació de l'espècie és desconeguda, el tilinop de Negros (Ptilinopus arcanus) no ha estat vist des del 1953 i pot ser que s'hagi extingit, mentre que el colom de terra de la Polinèsia està classificat com a espècie en perill crític, ja que es desconeix si sobreviu o no en les illes remotes a l'extrem oest de l'oceà Pacífic.
Algunes espècies s'han adaptat a l'entorn urbà, fins al punt que s'ha convertit en un problema en ciutats com Venècia, on han hagut de prendre mesures perquè la corrosió provocada per les defecacions d'aquest animal estan deteriorant greument el patrimoni artístic i arquitectònic d'aquesta ciutat.

### Il·lusionisme
La tórtora domèstica (Streptopelia risoria "roseogrisea") és la més utilitzada en actes d'il·lusionisme per la seva gran docilitat, principalment en la seva mutació leucística, coneguda popularment com a tórtora blanca.

### Malalties relacionades
Estar en contacte amb excrements de coloms pot representar un risc per a la salut. Se sap que almenys tres malalties humanes estan associades amb els excrements dels coloms: histoplasmosi, criptococcosi i psitacosi.

## Simbolisme
El colom és també un animal amb significat simbòlic. A la Bíblia es relata que Noè va deixar anar un colom des de la seva arca després del Diluvi perquè intentés trobar terra ferma i que aquesta va tornar amb una branca d'olivera al bec. A més, en el Nou Testament, l'Esperit Sant descendeix en forma de colom sobre Jesucrist en el moment en què aquest és batejat.
El colom és el símbol de la candor, la senzillesa i la innocència. Estava consagrat a Venus que la portava a la mà i la lligava al seu carro segons Apuleu. Eliana afegeix que algunes vegades es transformava ella mateixa en colom pel que estava privat als seus sacerdots el menjar. Homer relata que uns coloms es van prendre la cura d'alimentar Júpiter, una faula basada en la circumstància que una mateixa paraula significa en llengua fenícia sacerdot i colom.
Els habitants d'Ascalònia tenien un gran respecte per aquestes aus, en les que creien transformar-se després de la mort. Per això, no s'atrevien a menjar-ne ni matar-ne cap pel temor de menjar els seus propis pares i alimentaven amb particular cura tots els colomins que naixien a la ciutat. Aquestes aus també tingudes en molt de respecte pels assiris, perquè creien que l'ànima de Semiramide, la seva reina, havia pujat al cel transformada en colom. Sòfocles diu que alguns coloms de la Floresta de Dodona van anunciar a Hèrcules la fi dels seus dies.
Actualment, la representació d'un colom blanc que porta una branca d'olivera al bec és un símbol de pau i puresa en les societats occidentals, una imatge que va ser immortalitzada per Pablo Picasso en el seu Colom de la pau.

## Especulacions evolutives
Aquesta família és un grup molt coherent pel que fa als seus membres i no presenta vincles evidents amb altres famílies d'aus, o viceversa. Els dodos i els solitaris estan clarament relacionats, però tampoc no tenen vincles evidents amb altres famílies d'aus. El registre fòssil limitat també constata una única espècie de columbids. S'han suggerit enllaços vers els pteroclidiformes o els lloros, però la coincidència amb el primer grup es deu a una evolució convergent i el segon es relaciona amb les característiques de la Didunculus, similars a les d'un lloro. No obstant això, les característiques distintives de les aus semblen haver sorgit de la seva dieta especialitzada en lloc d'una relació real amb els lloros.
La família es divideix en cinc subfamílies, però això és probablement poc correcte. Per exemple, les guatlles de terra americanes i els coloms que se solen incloure en el colúmbids semblen dues subfamílies diferents. L'ordre que presentat aquí correspon a Baptista et al. (1997) amb algunes actualitzacions (Johnson i Clayton 2000, Johnson et al. 2001, Shapiro et al. 2002).
La disposició dels gèneres i noms de subfamílies en alguns casos és provisional perquè l'anàlisi de seqüències d'ADN donen resultats que difereixen, de vegades radicalment, en la col·locació d'alguns gèneres (principalment Indo-Australians). Aquesta ambigüitat, és probablement causada per l'atracció de branques llargues, i sembla confirmar que els coloms va evolucionar primer en la regió de Australàsia, i que els trerònids i formes afins (amb faisans i coloms, per exemple) representen la primera radiació del grup.
Agreujant aquests problemes, els colúmbids no estan ben representats en el registre fòssil. Fins ara no se n'han trobat formes veritablement primitives. El gènere Gerandia, que probablement pertany a la subfamília dels columbins, ha estat descrit a partir de restes trobades en dipòsits del Miocè a França. Restes fragmentàries indeterminades (probablement de la subfamília dels treronins), també del Miocè es van trobar a Nova Zelanda. A part d'això, tots els fòssils pertanyen a altres gèneres existents.

### Registre fòssil

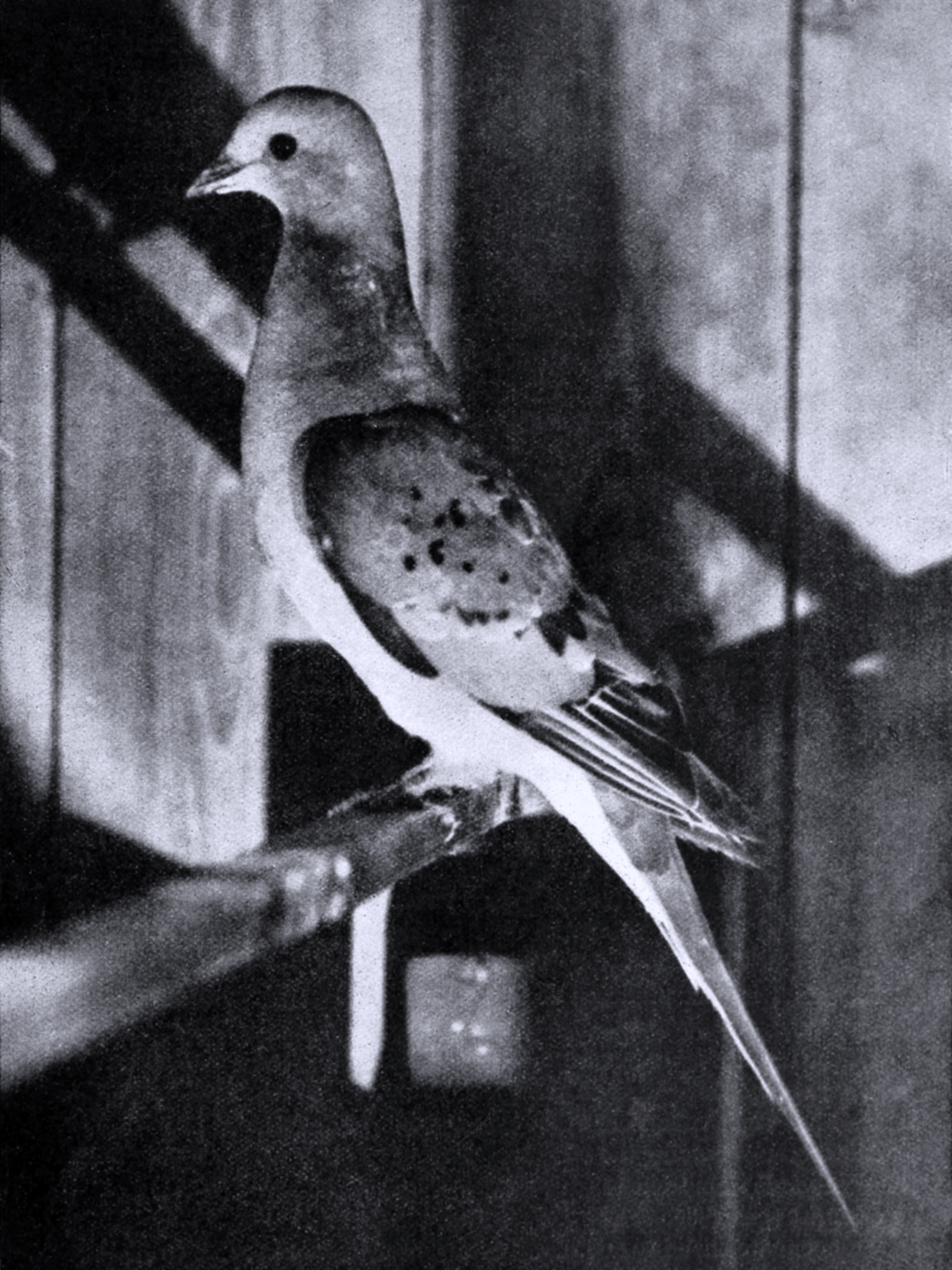
El colom migratori (Ectopistes migratorius) aparegué fa uns cinc milions d'anys i està ben representat en el registre fòssil. Tot i que a principis del hi havia milers de milions d'individus d'aquesta espècie a Nord-amèrica, la caça desmesurada per part dels humans la conduí a l'extinció en menys d'un segle.

El registre fòssil dels colúmbids es remunta al Miocè. Les restes més antigues d'aquest clade han estat trobades a Austràlia.
| Registre fòssil                    | Registre fòssil                 | Registre fòssil   | Registre fòssil                         |
| Localitat                          | País                            | Antiguitat        | Espècie/s                               |
| ---------------------------------- | ------------------------------- | ----------------- | --------------------------------------- |
| Llac Namba (Austràlia Meridional)  | Austràlia                       | Oligocè superior  | Columbidae indet.                       |
| Saint Bathans (Otago)              | Nova Zelanda                    | Miocè inferior    | Columbidae indet.                       |
| Sawane (Prefectura de Niigata)     | Japó                            | Miocè mitjà       | Columbidae indet.                       |
| CH/f637 (Illes Chatham)            | Nova Zelanda                    | Pliocè inferior   | Hemiphaga sp.                           |
| Langebaanweg Quarry E              | Sud-àfrica                      | Pliocè inferior   | Columbidae indet.                       |
| Lee Creek Mine (Carolina del Nord) | Estats Units                    | Pliocè inferior   | Ectopistes migratorius                  |
| Laetoli                            | Tanzània                        | Pliocè mitjà      | Streptopelia sp.                        |
| Kromdraai A                        | Sud-àfrica                      | Pliocè superior   | Columba sp.                             |
| Laetoli                            | Tanzània                        | Pliocè superior   | Streptopelia sp.                        |
| Atapuerca (Castella i Lleó)        | Espanya                         | Plistocè          | Columba livia                           |
| Sandalja 1 (Ístria)                | Croàcia                         | Plistocè inferior | Columba sp.                             |
| Sierra de Quibas (Múrcia)          | Espanya                         | Plistocè inferior | Columba livia                           |
| Castiglione (Còrsega)              | França                          | Plistocè mitjà    | Columba livia                           |
| Cheek Bend Cave (Tennessee         | Estats Units                    | Plistocè superior | Ectopistes migratorius                  |
| Deadman Cave (Arizona)             | Estats Units                    | Plistocè superior | Zenaida macroura                        |
| Dry Cave i U-Bar Cave (Nou Mèxic)  | Estats Units                    | Plistocè superior | Zenaida macroura                        |
| Rock Springs (Florida)             | Estats Units                    | Plistocè superior | Ectopistes migratorius                  |
| Bell Cave (Alabama)                | Estats Units                    | Plistocè superior | Ectopistes migratorius                  |
| Brown's Cave (Virgínia)            | Estats Units                    | Plistocè superior | Ectopistes migratorius                  |
| Dark Canyon Cave (Nou Mèxic)       | Estats Units                    | Plistocè superior | Ectopistes migratorius                  |
| Ladds Quarry (Geòrgia)             | Estats Units                    | Plistocè superior | Ectopistes migratorius                  |
| Califòrnia                         | Estats Units                    | Plistocè superior | Columba fasciata Ectopistes migratorius |
| Ruby Gully (Illa del Sud)          | Nova Zelanda                    | Plistocè superior | Hemiphaga novaeseelandiae               |
| Monte Tuttavista (Sardenya)        | Itàlia                          | Plistocè superior | Columba livia                           |
| Back Creek Cave (Virgínia)         | Estats Units                    | Plistocè superior | Ectopistes migratorius                  |
| Matupi Cave                        | República Democràtica del Congo | Plistocè superior | Columbidae indet. i Columba sp.         |
| Shaqadud S1-B                      | Sudan                           | Holocè            | Streptopelia sp.                        |
| Gordon's Bay Shell Midden          | Sud-àfrica                      | Holocè            | Columbidae indet.                       |
| Cova d'Andrahomana (Toliara)       | Madagascar                      | Holocè            | Streptopelia picturata                  |
| Nuapua 2 (Chuquisaca)              | Bolívia                         | Holocè            | Columbidae indet.                       |
| Burma Quarry Fissure Filling       | Antigua i Barbuda               | Holocè            | Zenaida aurata                          |

## Taxonomia
La família Columbidae fou descrita pel zoòleg anglès William Elford Leach en una guia del contingut del Museu Britànic publicada el 1820. Es tracta de l'única família de l'ordre dels columbiformes. Anteriorment s'hi classificaven les gangues (Pteroclidae), que posteriorment foren transferides a l'ordre dels pterocliformes basant-se en diferències anatòmiques (p. ex. no poden «xuclar» per a beure). Avui en dia es considera que tenen una relació més propera amb els caradriformes. Tanmateix, estudis filogenòmics recents apunten que els colúmbids i les gangues s'haurien de classificar juntament amb els mesitornítids en un tàxon germà dels mirandornis.
Avui es considera que l'ordre dels columbiformes està format per una única família, el colúmbids (Columbidae) amb 53 gèneres (4 extints) i 366 espècies (almenys 16 extintes en època històrica)
- Subfamília dels columbins (Columbinae) amb 16 gèneres (un extint) i 130 espècies (7 extintes).
  - Tribu Columbini amb 10 gèneres (un extint) i 94 espècies (7 extintes).
    - Gènere Columba, amb 35 espècies, tres extintes.
    - Gènere Aplopelia, amb una espècie, colom carablanc africà (Aplopelia larvata).
    - Gènere Streptopelia, amb 15 espècies.
    - Gènere Spilopelia, amb tres espècies.
    - Gènere Nesoenas, amb 5 espècies, tres extintes.
    - Gènere Macropygia, amb 10 espècies.
    - Gènere Turacoena, amb dues espècies.
    - Gènere Reinwardtoena, amb tres espècies.
    - Gènere Ectopistes, amb una espècie extinta, colom migratori (Ectopistes migratorius).
    - Gènere Patagioenas, amb 19 espècies.

  - Tribu Zenaidini amb 6 gèneres i 36 espècies.
    - Gènere Starnoenas, amb una espècie, colom guatlla capblau (Starnoenas cyanocephala).
    - Gènere Geotrygon, amb 9 espècies.
    - Gènere Leptotrygon, amb una espècie, colom guatlla de Veraguas (Leptotrygon veraguensis).
    - Gènere Leptotila, amb 11 espècies.
    - Gènere Zentrygon, amb 8 espècies.
    - Gènere Zenaida, amb 6 espècies.
- Subfamília dels peristerins (Peristerinae), amb 4 gèneres i 17 espècies.
  - Gènere Columbina, amb 9 espècies.
  - Gènere Claravis, amb tres espècies.
  - Gènere Metriopelia, amb 4 espècies.
  - Gènere Uropelia, amb una espècie, tortoreta camagroga (Uropelia campestris).
- Subfamília dels rafins (Raphinae), amb 33 gèneres (tres extints) i 219 espècies (9 extintes).
  - Gènere Henicophaps, amb dues espècies.
  - Gènere Gallicolumba, amb 7 espècies.
  - Gènere Alopecoenas, amb 13 espècies (dues extintes).
  - Gènere Leucosarcia, amb una espècie, colom wonga (Leucosarcia melanoleuca).
  - Gènere Petrophassa, amb dues espècies.
  - Gènere Geophaps, amb 4 espècies.
  - Gènere Phaps, amb tres espècies.
  - Gènere Ocyphaps, amb una espècie, colom bronzat crestat (Ocyphaps lophotes).
  - Gènere Geopelia, amb 5 espècies.
  - Gènere Trugon, amb una espècie, colom perdiu (Trugon terrestris).
  - Gènere Otidiphaps, amb 4 espècies.
  - Gènere Microgoura, amb una espècie extinta, goura nana (Microgoura meeki).
  - Gènere Goura, amb 4 espècies.
  - Gènere Caloenas, amb dues espècies (una extinta).
  - Gènere Didunculus, amb una espècie, colom becut (Didunculus strigirostris).
  - Gènere Chalcophaps, amb tres espècies.
  - Gènere Turtur, amb 5 espècies.
  - Gènere Oena, amb una espècie, tortoreta cuallarga (Oena capensis).
  - Gènere Phapitreron, amb 8 espècies.
  - Gènere Treron, amb 31 espècies.
  - Gènere Ducula, amb 43 espècies.
  - Gènere Megaloprepia, amb dues espècies.
  - Gènere Ramphiculus, amb 10 espècies.
  - Gènere Raphus, amb una espècie extinta, dodo (Raphus cucullatus).
  - Gènere Pezophaps, amb una espècie, solitari de l'illa de Rodrigues (Pezophaps solitaria).
  - Gènere Alectroenas, amb 5 espècies (dues extintes).
  - Gènere Drepanoptila, amb una espècie, ptilinop de Nova Caledònia (Drepanoptila holosericea).
  - Gènere Chrysoena, amb tres espècies.
  - Gènere Ptilinopus, amb 46 espècies (una extinta).
  - Gènere Hemiphaga, amb dues espècies.
  - Gènere Cryptophaps, amb una espècie, * colom de ventre escatós (Cryptophaps poecilorrhoa).
  - Gènere Gymnophaps, amb 4 espècies.
  - Gènere Lopholaimus, amb una espècie, colom bicrestat (Lopholaimus antarcticus).